# Fred is dood
Fred is dood is een hoorspel van Alan Gosling. A Dead Liberty werd op 15 oktober 1964 uitgezonden door de BBC en op 24 april 1966 door de Süddeutscher Rundfunk, onder de titel Der Untermieter. Alfred Pleiter vertaalde het en de AVRO zond het uit op donderdag 28 december 1967 (met een herhaling op vrijdag 20 september 1968). De regisseur was Dick van Putten. Het hoorspel duurde 73 minuten.

## Rolbezetting
- Bert van der Linden & Nell Koppen (Jack & Ginny Flint)
- Paul Deen (de broer van meneer Merit)
- Wam Heskes (de dokter)

## Inhoud
Macaber en komisch, kluchtig en brutaal is de dialoog van dit hoorspel, die door een ouder echtpaar gevoerd wordt. De vrouw heeft haar man Jack meegedeeld, dat ze hun onderhuurder Fred Merit die dag heeft zien sterven. Om zich op zijn vrije avond de noodzakelijke bezoeken aan arts, politie en begrafenisondernemer te  besparen, spreekt Jack met zijn vrouw af wat ze de volgende aan de bevoegde instanties zullen zeggen. In de loop van deze speculaties, die ertoe leiden dat ze de dode z’n zakken doorzoeken, blijken de feiten steeds gecompliceerder te worden…